# Žilike
Žilike (znanstveno ime Plicaturopsis) so rod gliv iz družine Amylocorticiaceae.

## Seznam žilik Slovenije[2]
- bukova žilika (Plicaturopsis crispa)